# Vůz BDhmsee451, 448 ČD
Vozy řady BDhmsee448, číslované v intervalu 51 54 82-70, a BDhmsee451, číslované v intervalech 50 54 82-70 a 50 54 82-78, původně dodány jako BDmee, potom do prosince 2010 označeny BDbmsee, jsou řadami osobních vozů Českých drah. Vozy jsou uzpůsobeny pro přepravu vozíčkářů. Všechny tyto vozy (001–074) byly vyrobeny ve VEB Waggonbau Bautzen roku 1987. Po rozdělení Československa připadlo Českým drahám 51 těchto vozů. Všechny vozy těchto řad patřící Českým drahám byly zmodernizovány na řadu Bbdgmee236. Řada BDhmsee451 zanikla v červnu 2013. Řada BDhmsee448 zanikla na počátku roku 2014.

## Vznik řady
V 80. letech si Československé státní dráhy objednaly sérii celkem 250 vozů typu UIC-Z pro expresní vlaky. Všechny vozy vyrobila východoněmecká vagónka VEB Waggonbau Bautzen. Jako první bylo dodáno 20 bistro vozů BRcm v roce 1984. Poté v roce 1986 následovalo 60 vozů druhé třídy Bmee. V roce 1987 byly dodány téměř všechny zbylé vozy, a to v pořadí 40 vozů první třídy Amee, dalších 30 vozů Bmee a 74 vozů BDmee, které byly později přeznačeny na BDhmsee451 a BDhmsee448. Dodávka byla završena na přelomu let 1986 a 1987 servisními vozy BDmeer, které byly na rozdíl od výše zmíněných BDmee vybaveny plošinou pro vozíčkáře.

## Technický popis
Byly to neklimatizované vozy se skříní typu UIC-Z délky 26 400 mm. Jejich nejvyšší povolená rychlost byla 160 km/h. Měly podvozky GP 200 S 25 vybavené kotoučovými brzdami.
Vnější nástupní dveře těchto vozů byly předsuvné, ovládané madly, a vybavené posilovačem. Dveře byly vybaveny pneumatickým dálkovým zavíráním, a za jízdy byly blokovány. Mezivozové přechodové dveře byly manuálně posuvné do strany. Vozy měly polospouštěcí okna.
Měly celkem sedm oddílů – pět klasických, oddíl číslo šest je pro vozíčkáře a sedmý, na druhém konci vozu, je služební. Původně měly vozy osmimístné oddíly a oddíl pro vozíčkáře byl kvůli zúžení šestimístný. Vozy tedy měly celkem 40 + 6 polohovatelných sedaček. Při úpravách některých vozů byly mj. běžné oddíly změněny na šestimístné, ale byly již bez polohovatelných sedaček. Tyto vozy měly celkem 30 + 6 míst k sezení.
Vozy byly vybaveny centrálním zdrojem energie (CZE), který umožňuje napájet elektrická zařízení (např. osvětlení) z topného kabelu namísto nápravového generátoru. CZE může být napájen nejen z topného kabelu, ale i z trojfázové veřejné sítě 380 V / 220 V. Ve vozech se nacházely i zásuvky 230 V, po jedné v každé umývárně a další na chodbičce, ale ty jsou aktivní jen pokud je vůz napájen z veřejné sítě. Provozní osvětlení vozů bylo řešeno zářivkami, nouzové a noční bylo provedeno pomocí žárovek. Vytápění vozů bylo realizováno pomocí elektrického ohřívače vzduchu s automatickou regulací teploty.
Původní nátěr vozů byl tmavě zelený. Byl řešen pomocí polyuretanových barev. Později byl nátěr je přes okna zelený a zbytek je bílý, případně byl proveden v korporátním stylu Českých drah od studia Najbrt.

## Přeprava tělesně postižených
Vozy byly vybaveny pro přepravu cestujících na vozíku, ale na rozdíl od vozů BDbmsee447 neměly plošinu k jejich nakládání. Vůz měl ve střední části široké dvoukřídlé dveře pro nástup cestujících na invalidním vozíku a také je zde pro ně vyhrazený oddíl. Prostorné WC uzpůsobené pro pohyb s invalidním vozíkem se nacházelo také uprostřed vozu. Vůz měl rozšířenou chodbičku tak, aby vozík mohl pohodlně zajet od vnějších širokých dveří kolem WC až do šestého oddílu.
Vozy byly v oddíle pro vozíčkáře a na WC vybaveny SOS tlačítkem, kterým může být přivolána vlaková četa.

## Úpravy amodernizace
Vůz č. 055 byl v roce 1991 přestavěn na měřicí vůz trolejového vedení. Tento vůz je v majetku Správy železnic.
Vozy s číselným označením 50 54 82-78 vznikly při odebrání částí CZE, které byly dosazeny do vozů Bmee248 při jejich úpravách pro použití v mezinárodním provozu.
První modernizace proběhla v letech 1996–1997. Jejím účelem bylo dosazení nových sedadel (po šesti v oddíle místo původních osmi) při úpravě vozu pro mezinárodní provoz dle úmluv RIC. Touto úpravou prošly všechny vozy BDhmsee448 a některé vozy BDhmsee451.
V letech 2012-2014 proběhla v ŽOS Trnava, MOVO Plzeň a Pars nova Šumperk modernizace na řadu Bbdgmee236, která spočívala v obnově interiéru s dosazením moderních polohovatelných sedaček, dosazení klimatizace, vakuových WC, elektronického informačního a rezervačního systému, nových předsuvných dveří ovládaných tlačítky a zásuvek 230 V.

## Provoz
Vozy BDhmsee451 byly vhodné pouze pro vnitrostátní vlaky. Vozy BDhmsee448 splňovaly podmínky pro mezistátní provoz dle úmluv RIC.
Vozy BDhmsee451 šlo po jednom potkat převážně na rychlících na tratích Brno – Jihlava – České Budějovice – Plzeň nebo Bohumín – Olomouc – Brno či Brno – Havlíčkův Brod – Praha a různých jiných. Během rekonstrukcí byly nahrazovány vozy BDs450 a BDs449.
Vozy BDhmsee448 byly nasazovány na některé vlaky kategorie Expres.

### Zrušené vozy
- Vůz č. 051 byl zrušen 21. října 1992.
- Vůz č. 065 byl zrušen 6. září 1995.
- Vůz č. 069 byl zrušen 2. dubna 2003.
- Vůz č. 070 byl zrušen neznámo kdy.[6]